# Zuidoostbeemster

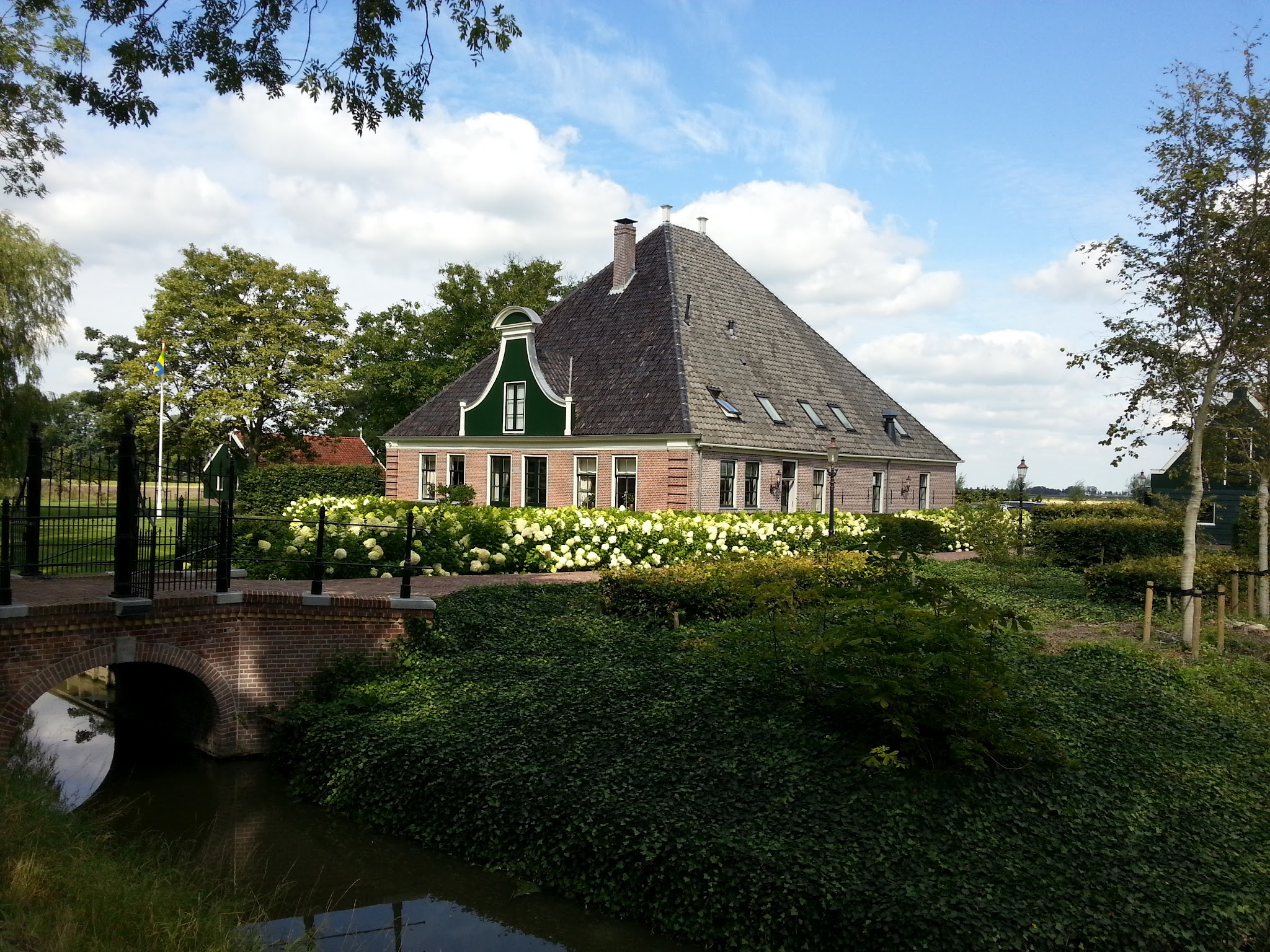
Maison du village.

Zuidoostbeemster est un village de la province de Hollande-Septentrionale aux Pays-Bas, faisant partie de la commune de Beemster.
La population du district statistique de Zuidoostbeemster est de 2 050 habitants, en 2005.